# Rites of Spring
Rites of Spring是一個美國華盛頓特區的後硬蕊樂團，以他們富有活力的表演聞名，活躍與1980年中期。身為華盛頓特區硬蕊龐克場景的一部份，Rites of Spring為硬蕊音樂增添發狂的猛勁與發自內心深處的熱忱，並同時將原先的編曲規則進行實驗。事實上，他們還將硬蕊音樂轉向強烈的個人領域，因此他們被稱為第一個“Emo”樂團，但Rites of Spring拒絕與Emo這個類型有任何瓜葛。
樂團僅僅只有15場表演。 1980年晚期，主唱兼吉他手的Guy Picciotto與鼓手Brendan Canty繼續在Fugazi玩樂團。

## 樂團歷史
Allmusic的評論家Matt Kantor說，這個樂團的音樂，在當時是“激烈又狂暴”但也在“其他時候帶著豐富並喚起人們的情感，儘管時常是伴隨著一股衝勁與旋律”
Rites of Spring雖是起源自吵而燥的硬蕊龐克但他們被視為情緒硬蕊（Emotional Hardcore）的創始者，情緒硬蕊即是我們所稱的Emo-core ，即Screamo與現代Emo的先驅。Jenny Toomey提到：“Rites of Spring早在這個詞創造以先，早就存在，而且他們討厭它。”
樂團命名自俄罗斯作曲家伊戈尔·斯特拉文斯基的交響芭蕾舞《春之祭》。

### 唱片作品
《Rites of Spring》是他們出版於1985的首張同名專輯，裡頭的十二首歌在1985二月於內耳工作室（Inner Ear Studios）錄製，由來自樂團Fugazi和Minor Threat的Ian MacKaye，在六月透過Dischord唱片出版黑膠唱片，這張專輯在1987年以卡帶和CD重發，收錄了Other Way Around和他們之後EP《All Through a Life》的四首曲目。由於1991年經濟不景氣，CD和卡帶原先限制只有16首，到了2001年的重製版有17首歌曲，並被重新命名為《End On End》。最後在1986年一月解散。

### 解散後與對音樂界的影響
Picciotto、Janney、Canty與另個同是後硬蕊的樂團Embrace前鼓手Michael Hampton成立One Last Wish。
The Rites of Spring的原班人馬又在此組成新團體Happy Go Licky，發表LIVE表演的CD，卻沒有任何一張正式的工作室錄音作品。這個新樂團比The Rites of Spring更佳實驗性，強烈的即興創作，卡帶循環效果（Tape Loop Effect）是他們一大特色。
Picciotto與Canty找來貝斯手Joe Lally、前Minor Threat、Skewbald、Egg Hunt與Embrace的歌手Ian MacKaye組成Fugazi。而Mike Fellows則是到唱片公司Drag City工作並成立樂團Miighty Flashlight，在2002年發表一張同名專輯。
Picciotto自己並不承認他們所作的貢獻－＂創造＂Emo。在一個訪談中，他對此作出回應：＂我從不認同’Emo’是個音樂類型。我覺得這是世界上最智障的詞了。我知道這些被貼上這個標籤的樂團都有個共通點：他們都討厭這個詞。他們會感覺被這個詞給毀謗了。但說真的，我認為所有我玩的樂團都是龐克搖滾樂團。我覺得很蠢的原因是這樣－為什麼，像Bad Brains這種樂團不Emo？為什麼－他們是機器人還什麼的？我真的很搞不懂！＂

## 音樂作品

### 專輯
- Rites of Spring (1985)

### EP
- All Through a Life (1987)

### 合輯
- End on End (1991)

## 參照資料
1. ↑  DeRogatis, Jim. . Guitar World (Future US, Inc.). 1999  [2008-11-16]. （原始内容存档于2008-10-17）.
2. 1 2  Greenwald, Andy. . New York: St. Martin's Griffin. 2003: 13-4. ISBN 0312308639.
3. 1 2  . Dischord Records Official Website. Dischord Records. 2008  [2008-11-16]. （原始内容存档于2008-11-20）.
4. ↑  Kantor, Matt. . Allmusic.   [March 19, 2011]. （原始内容存档于2010-12-11）.
5. ↑  Azerrad, Michael. . Little Brown and Company. 2001-07-31: 528. ISBN 0-316-78753-1.
6. 1 2 3  Strong, Martin C. (2003) "Rites of Spring", in The Great Indie Discography, Canongate, ISBN 1 84195 335 0
7. ↑  "Guy Picciotto - 2003 Interview" （页面存档备份，存于） markprindle.com. Retrieved on February 23, 2009.